# Dom uśmiechów
Dom uśmiechów (wł. La casa del sorriso) – włoski film  z 1988 roku w reżyserii Marco Ferreri. 